# Freshwater (Bell Island)
Freshwater is een plaats in de Canadese provincie Newfoundland en Labrador. Het is een van de vier nederzettingen op Bell Island. De plaats staat soms ook bekend als Parsonsville.

## Geografie
Freshwater ligt in het zuiden van Bell Island, een groot eiland in Conception Bay voor de kust van zuidoostelijk Newfoundland. Het wordt door Statistics Canada beschouwd als deel uitmakend van de designated place Lance Cove. Freshwater ligt ten zuiden van de gemeente Wabana en ten westen van de gehuchten Bickfordville en Lance Cove.

## Demografie
| Demografische ontwikkeling van Freshwater tussen 1996 en 2011 |
| ------------------------------------------------------------- |
|                                                               |
| Bron: Statistics Canada (1996, 2001–2006, 2011)               |